# Bellérophon
Pour les articles homonymes, voir Bellérophon (homonymie).
Dans la mythologie grecque, Bellérophon (en grec ancien Βελλεροφῶν / Bellerophỗn) est un héros, roi de Corinthe. Il est selon les versions le fils de Poséidon, ou de Glaucos (et donc petit-fils de Sisyphe ou de Poséidon), sa mère étant Eurynomé. Il est le tueur de la Chimère et a réussi à capturer et dompter Pégase.

## Étymologie
Βελλεροφοντης pourrait venir de Βελεμνον, βελονη, βέλος (projectile, javelot, flèche, dard) et de φοντης (tueur), φονευω (abattre, tuer)[réf. nécessaire].
D'après certaines sources, ce nom lui aurait été donné parce qu'il aurait tué un certain Belléros ou Bellérus (de φονος, meurtre ou φονευω, tuer, soit « tueur de Belléros »), un monstre ou un noble corinthien selon les textes,,. Cette interprétation est cependant considérée comme une étymologie populaire tardive.

## Attestations

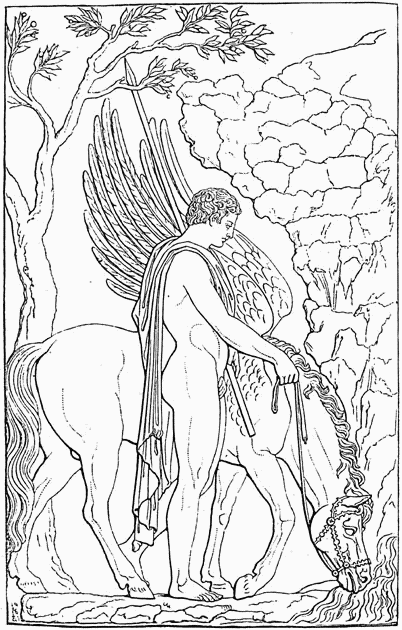
Bellérophon et Pégase.

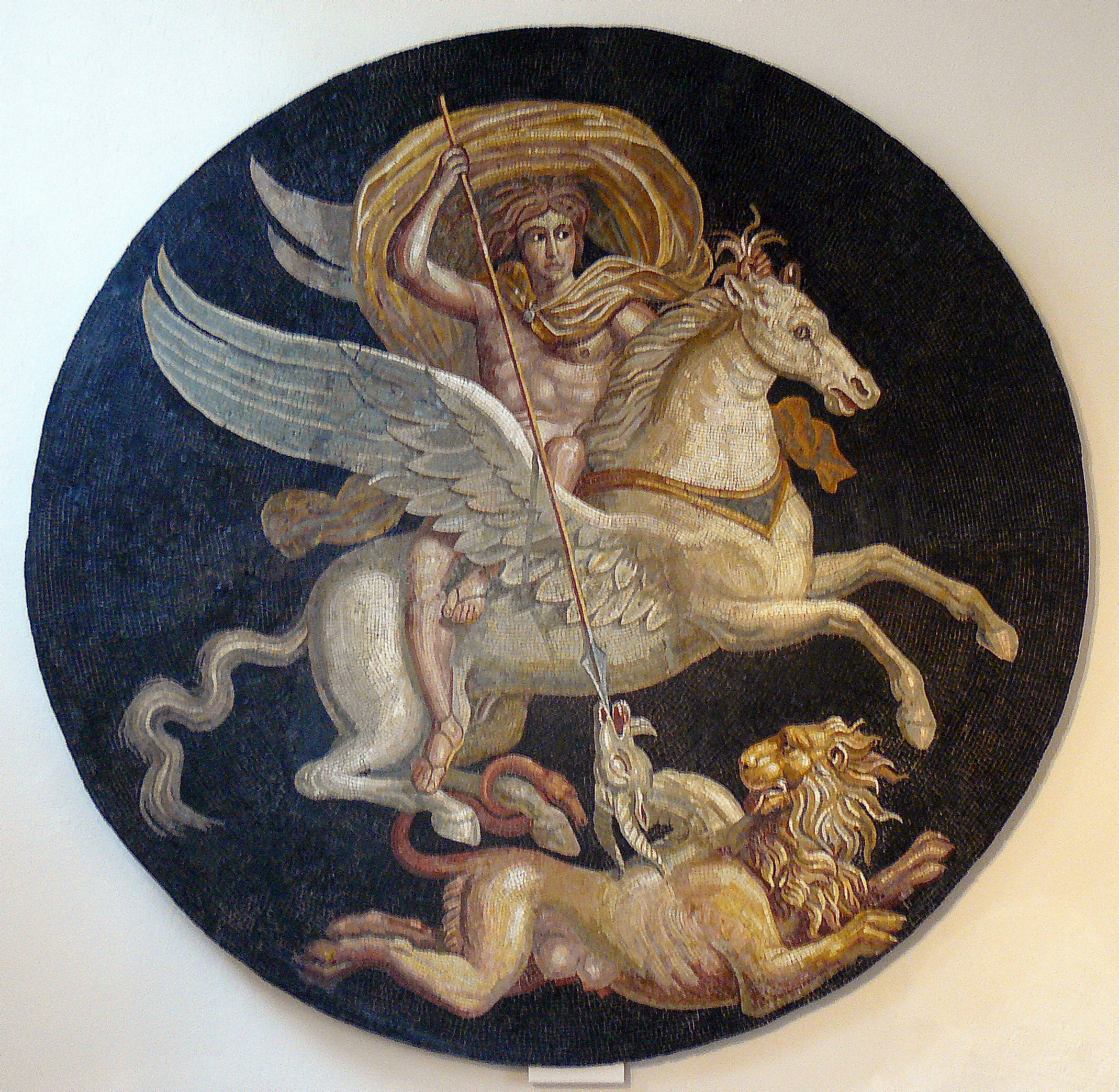
Médaillon central restauré de la mosaïque de Bellérophon, IIe siècle ap. J.C., découverte à Autun en 1830, musée Rolin.

### Homère
Son histoire est contée dans l’Iliade par Glaucos, fils d’Hippoloque, à qui Diomède a demandé de quelle lignée il était.

« Glaucos engendra l’irréprochable Bellérophon, à qui les dieux donnèrent la beauté et la vigueur charmante. Mais Proétos, qui était le plus puissant des Argiens, car Zeus les avait soumis à son sceptre, eut contre lui de mauvaises pensées et le chassa de son peuple. Car la femme de Proétos, la divine Antéia, désira ardemment s'unir au fils de Glaucos par un amour secret; mais elle ne persuada point le sage et prudent Bellérophon et, pleine de mensonge, elle parla ainsi au roi Proétos : Meurs, Proétos, ou tue Bellérophon qui, par violence, a voulu s'unir d'amour à moi.
Elle parla ainsi, et, à ces paroles, la colère saisit le roi. Et il ne tua point Bellérophon, redoutant pieusement ce meurtre dans son esprit ; mais il l’envoya en Lycie avec des tablettes où il avait tracé des signes de mort, afin qu’il les remît à son beau-père et que celui-ci le tuât. Et Bellérophon alla en Lycie sous les heureux auspices des dieux. Sur la route il dompta le Pégase, roi des chevaux. Et quand il y fut arrivé, sur les bords du rapide Xanthos, le roi de la grande Lycie le reçut avec honneur, lui fut hospitalier pendant neuf jours et sacrifia neuf bœufs. Mais quand Éos aux doigts rosés reparut pour la dixième fois, alors il l’interrogea et demanda à voir les signes envoyés par son gendre Proétos. Et, quand il les eut vus, il lui ordonna d’abord de tuer l’indomptable Chimère. Celle-ci était née des dieux et non des hommes, lion par devant, dragon par l’arrière, et chèvre par le milieu du corps. Et elle soufflait des flammes violentes. Mais il la tua, s'étant fié aux prodiges des dieux. Puis, il combattit les Solymes illustres, et il disait avoir entrepris là le plus rude combat des guerriers. Enfin il tua les Amazones viriles. Comme il revenait, le roi lui tendit un piège rusé, ayant choisi et placé en embuscade les plus braves guerriers de la grande Lycie. Mais nul d'entre eux ne revit sa demeure, car l’irréprochable Bellérophon les tua tous. Et le roi connut alors que cet homme était de la race illustre d’un dieu, et il le retint et lui donna sa fille et la moitié de sa domination royale. Et les Lyciens lui choisirent un domaine, le meilleur de tous, plein d'arbres et de champs, afin qu’il le cultivât. Et sa femme donna trois enfants au brave Bellérophon : Isandros, Hippoloque et Laodamie. Et le sage Zeus s’unit à Laodamie, et elle enfanta le divin Sarpédon couvert d'airain. Mais quand Bellérophon fut en haine aux dieux, il errait seul dans le désert d’Aléios : « Objet de haine pour les dieux, il errait seul dans la plaine d’Alcion, le cœur dévoré de chagrins, évitant les traces des hommes » . »

### Pindare
Les Olympiques de Pindare, composées dans le cadre des jeux olympiques, rapportent la capture de Pégase par Bellérophon :

« Bellérophon brûlait du désir de dompter Pégase qui devait le jour à l’une des Gorgones, aux cheveux hérissés de serpents ; mais ses efforts furent inutiles jusqu'au moment où la chaste Pallas lui apporta un frein enrichi de rênes d’or. Réveillé en sursaut d’un sommeil profond, il la voit apparaître à ses yeux et l'entend prononcer ces paroles : « Tu dors, roi, descendant d’Éole ! Prends ce philtre, seul capable de rendre les coursiers dociles ; après l’avoir offert à Poséidon, ton père, immole un superbe taureau à ce dieu si habile à dompter les coursiers ». La déesse à la noire égide ne lui en dit pas davantage au milieu du silence de la nuit. Bellérophon se lève aussitôt, et, saisissant le frein merveilleux, le porte au fils de Coeramus, le devin de ces contrées. Il lui raconte la vision qu'il a eue, comment, docile à ses oracles, il s'est endormi pendant la nuit sur l'autel de la déesse, et comment cette fille du dieu, à qui la foudre sert de lance lui a donné elle-même ce frein d'or sous lequel doit plier Pégase. Le devin lui ordonne d'obéir sans retard à ce songe et d'élever un autel à Minerve Équestre  après avoir immolé un taureau au dieu, qui de ses ondes environne la terre. C’est ainsi que la puissance des dieux rend facile ce que les mortels jureraient être impossible et désespéreraient même d'exécuter jamais. Tressaillant d’allégresse, l’intrépide Bellérophon saisit le cheval ailé : tel qu’un breuvage calmant, le frein dont il presse sa bouche modère sa fougue impétueuse ; alors, s’élançant sur son dos, Bellérophon, revêtu de ses armes, le dresse au combat en se jouant. Bientôt, transporté avec lui dans le vide des airs sous un ciel glacé, il accable de ses traits les Amazones, habiles à tirer de l’arc, tue la Chimère qui vomissait des flammes et défait les Solymes. Je ne parlerai point de la mort de Bellérophon : je dirai seulement que Pégase fut reçu dans les étables de l’immortel roi de l’Olympe. »

— Pindare, Odes [détail des éditions] (lire en ligne), Olympiques, XIII, traduction de M. Al. Perrault-Maynand.

## Mythe

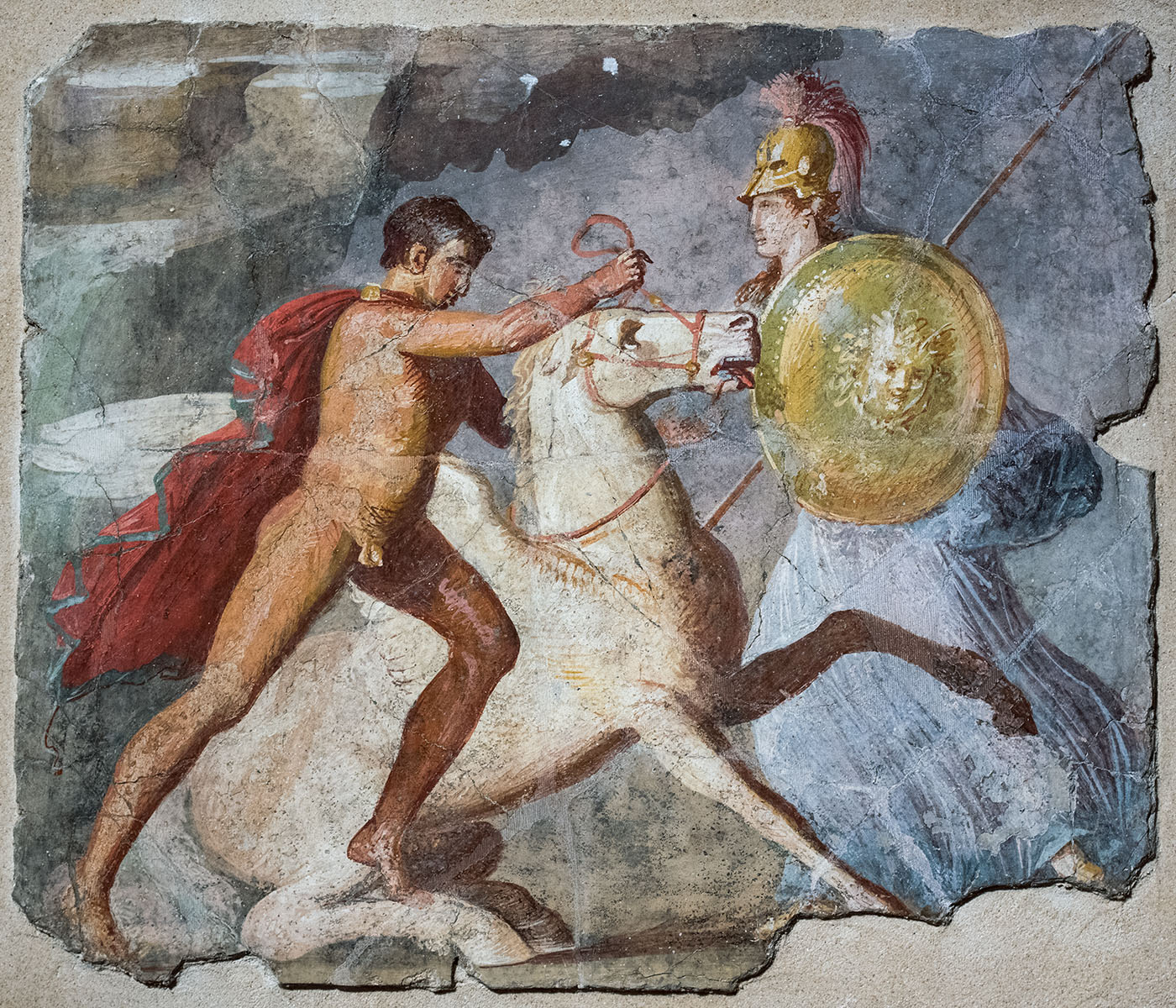
Bellérophon, Pégase et Athéna, fresque de Pompéi, première moitié du Ier siècle

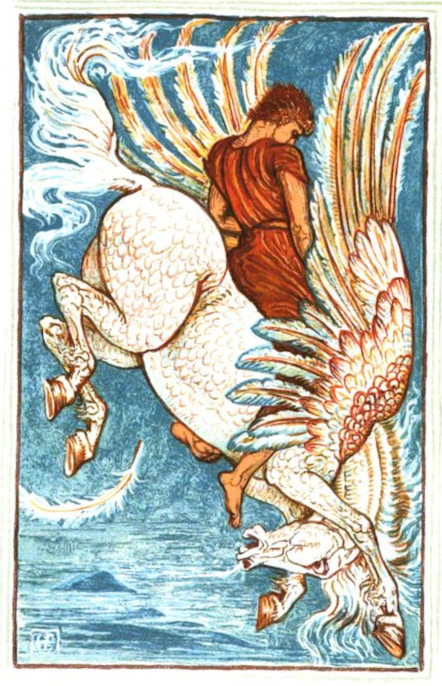
Bellérophon en pleine chute sur le dos de Pégase

Bellérophon naquit à Ephyre sous le nom d’Hipponoos. Il était officiellement le fils de Glaucos et le petit-fils de Sisyphe, mais une rumeur faisait de lui le fils du dieu de la mer Poséidon.
Il fut rebaptisé « Bellérophon » , après avoir tué involontairement, soit son frère Déliadès lors d’un lancer de disque, ou, selon d'autres récits par une flèche dans le dos (il visait un cerf), soit un noble corinthien tyran de son état, nommé Belléros. Il dut s’expatrier et fuir à Tirynthe pour que le roi Proétos le purifie de son crime. Mais la femme de ce dernier, Sthénébée, s’éprit du jeune homme. Bellérophon était très timide avec les femmes et la repoussa. Elle l’accusa faussement devant le roi d'avoir tenté de la séduire. Proétos décida de tuer le jeune homme. Ne pouvant mettre à mort son hôte lui-même sans s'attirer le courroux des Érinyes, il l’envoya à la cour de son beau-père Iobatès, le roi de Lycie et père de Sthénébée, avec une tablette scellée sur laquelle figurait un message ordonnant de tuer le porteur.
Iobatès fit grand accueil à Bellérophon et le laissa manger et boire à sa table une semaine durant avant de lire le message. Comme il ne pouvait pas non plus tuer son hôte (car il l’avait laissé manger et boire), il lui demanda alors d'éliminer la Chimère, un monstre qui causait de grands ravages dans son pays, persuadé que le jeune homme y trouverait la mort.
Désemparé, Bellérophon consulta un devin, Polyidos, qui lui conseilla de sacrifier un taureau à Poséidon en le noyant et de passer une nuit dans le temple d’Athéna, ce qu’il fit. La déesse apparut dans ses rêves pour lui parler de Pégase, seule créature assez rapide pour lui permettre d'échapper aux flammes de la Chimère. Elle lui remit une bride d'or et lui dit où trouver le coursier ailé. À son réveil, Bellérophon trouva l’objet bien réel à côté de lui. Il réussit à apprivoiser Pégase près de la fontaine de Pirène où le cheval ailé aimait s'abreuver.
Bellérophon vint à bout de la Chimère : selon une version du mythe en volant au-dessus d’elle, il la cribla de flèches ; selon une autre version il utilisa une lance garnie de plomb, que le souffle ardent de la créature fit fondre et qui lui brûla les entrailles.
Iobatès, loin de le récompenser, l’envoya combattre les belliqueux Solymes, peuple de montagnards de Lycie. Lorsque le guerrier et sa monture revinrent, le roi les renvoya affronter les Amazones, alliées des Solymes. Quand Bellérophon revint pour la troisième fois à la cour de Lycie, Iobatès posta secrètement des combattants en embuscade et demanda à Bellérophon de contacter un certain Acrisios, de nuit et sans armes. Bellérophon triompha une fois de plus. Comme Iobatès avait envoyé sa garde royale contre lui, Bellérophon mit pied à terre et demanda à Poséidon d’inonder la plaine à mesure qu’il avançait. Les hommes n'ayant pas réussi à l'arrêter, les femmes de la région relevèrent leur tunique par-dessus leur tête et marchèrent vers lui. Bellérophon était si pudique qu'il fit demi-tour, entraînant les vagues avec lui (Plutarque, Conduites méritoires de femmes, 9).
Iobatès, impressionné après de tels exploits, fut convaincu de l’innocence de son invité et renonça à le mettre à mort. Il lui donna sa fille Philonoé en mariage ainsi que la moitié de son royaume en succession. Bellérophon eut plusieurs enfants : Isandros, Hippoloque et Laodamie, la mère du héros Sarpédon. Peu à peu, Bellérophon devint victime de son orgueil. Pour se venger de la reine Sthénébée (ou Antéia), il revint à Argos et fit semblant de succomber à ses charmes. Il lui proposa un petit voyage aérien sur le dos de Pégase et quand il fut assez haut, il la précipita dans les flots. Au sommet de sa gloire, il entreprit de voler vers l’Olympe grâce à Pégase, s'estimant digne de séjourner avec les dieux. Mais Zeus, furieux, envoya un taon qui piqua Pégase sous la queue. Bellérophon tomba dans un buisson d'épines, devint aveugle et erra sur la terre jusqu’à sa mort après avoir vu son fils Isandros tué par les Solymes, et sa fille Laodamie, qui meurt par la volonté d’Artémis, de maladie soudaine et inconnue (Les morts soudaines et de raison inconnue étaient vues comme la volonté d’Artémis lorsqu’il s'agit d’une femme et d’Apollon lorsqu’il s’agit d’un homme)[réf. nécessaire].
Selon le quatrième Livre de l’Histoire d'Héraclée par l’historien Nymphis, Bellérophon tua dans les campagnes de Xanthos un sanglier qui ravageait les cultures et élevages de la région. Sans aucune reconnaissance de la part des habitants, Bellérophon les maudit, et obtint de Poséidon qu’il sortît du sein de la terre des exhalaisons salées dont l'amertume corrompait tous les fruits. Le fléau ne cessa que lorsque les femmes vinrent lui demander grâce[réf. nécessaire].

## Culte
Les habitants de Corinthe lui rendaient un culte héroïque[réf. nécessaire].

## Interprétations
Palaiphatos, dans ses Histoires incroyables rapporte que Bellérophon était un exilé, noble et courageux qui dévastait les villages côtiers dans une nef rapide, et Pégase était le nom de son navire. Amisodaros, un roi voisin du fleuve Xanthos et de la forêt, habitait entre des escarpements sur une montagne du nom de Chimère, le long d'une route et une cité le long d'une autre route. D'un côté se trouve un vaste ravin, où de la terre jaillissent des flammes. Un lion vivait près de l'accès principal, et un serpent non loin de là, dévorant les bûcherons et les bergers. Bellérophon mit le feu à la forêt de Telmissa, qui brûla ; les deux bêtes féroces périrent.
Plutarque, dans Les Lyciennes reprend à son compte le texte de Palaiphatos en y ajoutant toutefois une modification personnelle : la Chimère n'est plus évoquée sous l'aspect d'un lion et d'un serpent vivant sur une terre d'où jaillissait du feu, mais par le biais du navire de Chimarrhos (dont le nom fait écho à celui de la Chimère), un guerrier cruel et inhumain à la solde d'Amisodaros. Les emblèmes étaient un lion à la proue et à la poupe, un dragon.

## Mythe lunaire
Jean Haudry voit dans le récit de Bellérophon et de son châtiment un ancien mythe lunaire répandu dans le domaine indo-européen, où Lune, époux volage et parjure, abandonne son épouse Soleil. Lune (Bellérophon) refuse de s'unir à Soleil (Antée ou Sthénébée selon les récits). Antée se plaint à Proétos, mais le châtiment n’est pas suivi d’effets. Comme Yama, Bellérophon est puni une seconde fois, et « il est réduit à errer solitaire comme la Lune dans la daina », comme Yima privé de son pouvoir et de ses trois charismes ».

## Développements ultérieurs

### Mosaïque

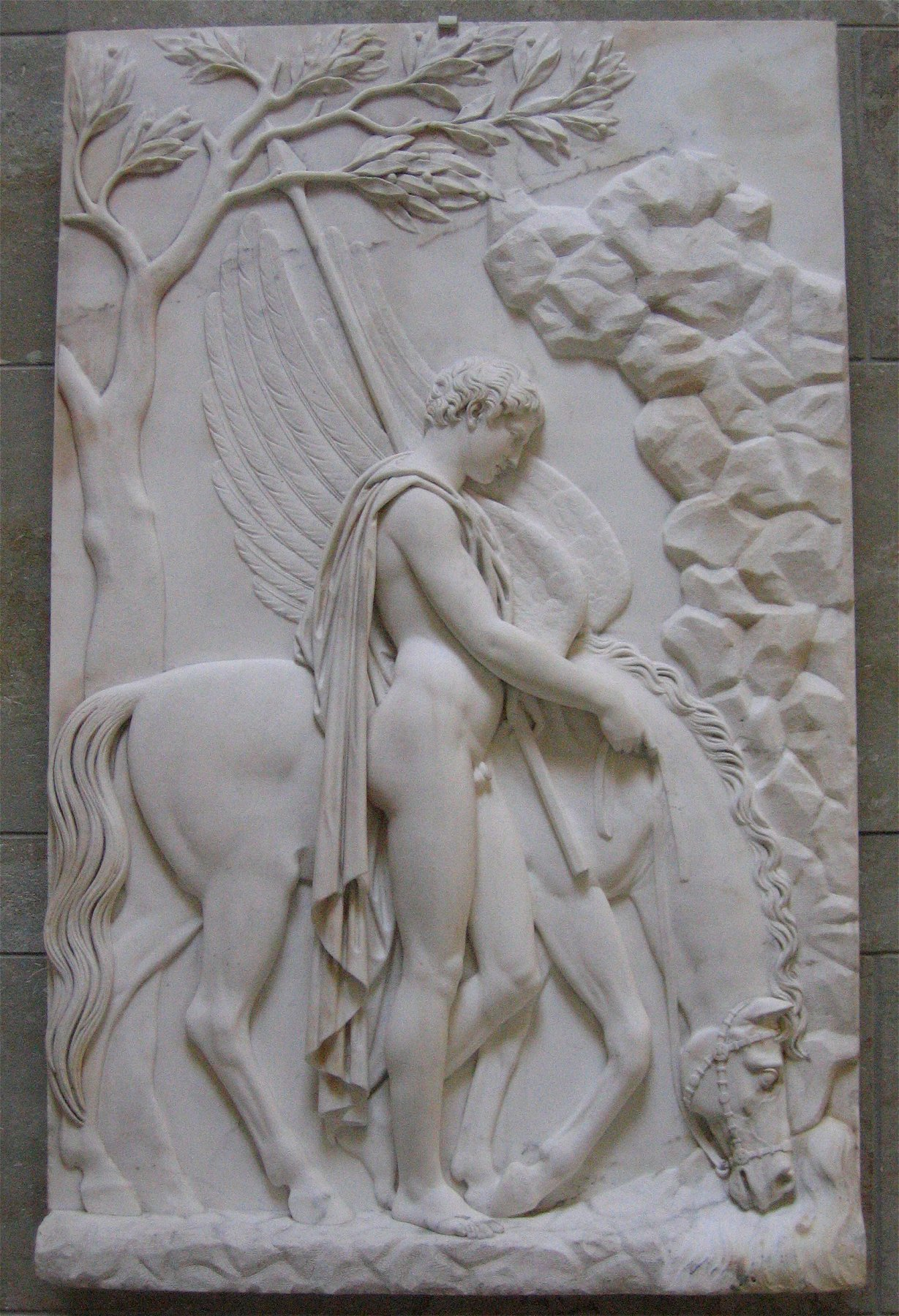
Pégase et Bellérophon (1840-1850), bas-relief de Julius Troschel à la Nouvelle Pinacothèque de Munich.

La Mosaïque de Bellérophon, d'époque romaine, découverte le 29 juin 1950 à Nîmes lors de travaux, représente Bellérophon chevauchant Pégase et mettant à mort la Chimère ; elle est conservée au musée de la romanité de Nîmes.
Une mosaïque de pavement du IIe siècle fut découverte à Reims en 1938 lors de travaux dans la rue Jadart. Au centre, Bellérophon chevauche Pégase et terrasse la Chimère représentée ici comme un monstre bicéphale crachant des flammes. Le reste de la mosaïque est composée de losanges et de triangles encadrées de tresses dans une grande variété de coloris,.

### Peinture

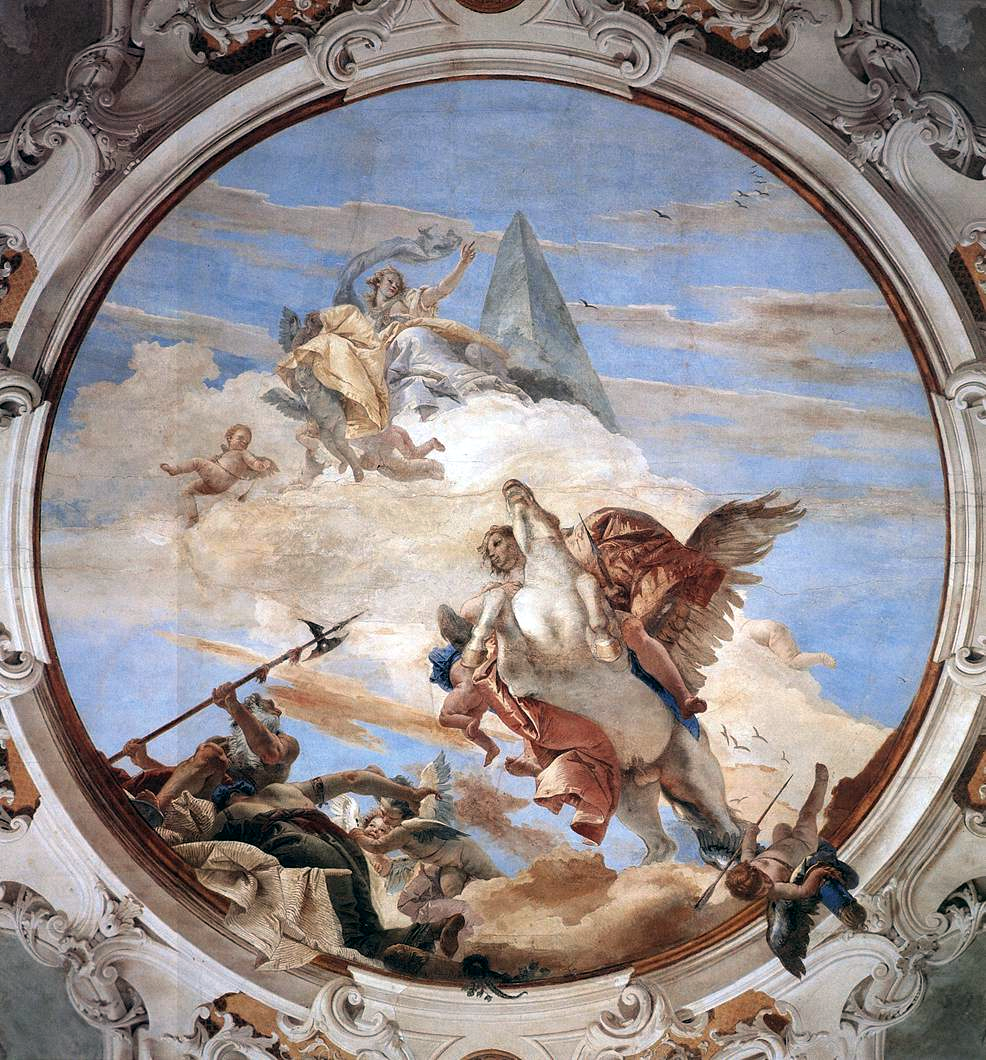
Bellérophon volant vers la gloire
Giambattista Tiepolo (1746-1747)
Palais Labia, Venise

### Littérature
La légende a inspiré la tragédie lyrique homonyme de Lully, sur un livret de Thomas Corneille.
Jean de La Fontaine fait référence également à ce personnage mythologique dans L'Ours et l'Amateur des jardins, fable 10 du Livre Huit Des Fables.

### Filmographie

#### Cinéma
Dans le film Planète interdite de Fred McLeod Wilcox, sorti en 1956, le vaisseau des scientifiques naufragés porte le nom de Bellérophon, préfigurant ainsi sous forme d'indice l'attaque de la chimère née des cauchemars du seul scientifique survivant.
Dans le film Mission Impossible 2 de John Woo, sorti en 2000, l'équipe est aux prises avec une organisation voulant propager un virus exterminateur, la « Chimère », dont le seul antidote est appelé le « Bellérophon ».

#### Télévision
En 2016, l'épisode 15 Bellérophon, l’homme qui voulait être dieu de la série Les Grands Mythes est centré sur lui.

### Sciences
La planète extrasolaire 51 Pegasi b fut initialement nommée « Bellérophon » d'après le personnage mythologique suivant la tradition d'attribuer un nom issu de la mythologie aux planètes de notre système solaire avant d'être finalement officiellement baptisée « Dimidium »[réf. nécessaire].

### Autres
L'ouvrage de Federico Grisone, fondateur de l'école d'équitation napolitaine, est publié la première fois en français sous le titre "L'écuirie du Sir Frederic Grison..." en 1559, imprimé à Paris par Guillaume Auvray, rue Jean de Beauvais, et parait chez le libraire Charles Perier à l'enseigne du Bellérophon couronné. Ce dernier est alors l'un des quatre grands libraires jurés de la ville et de l'université de Paris. Il avait repris une affaire qui appartenait aux Wechel, dynastie de libraires originaires de Bâle et dont l'officine se trouva libre après le départ du fils André qui acheta en 1560 le fonds de l'imprimerie d'Henri Estienne. La marque utilisée par les Wechel sur leurs pages de titre représentait deux mains soutenant un double caducée que surmonte Pégase. Le Belléphoron de la marque d'imprimeur des Perier chevauche ce même Pégase[réf. souhaitée]. Tous les textes équestres produits sous l'enseigne du Belléphoron utilisent du matériel typographique des éditions Wecheliennes, des lettrines en bois taillées d'après Holbein et trois xylographies hippiques d'Hans Sebald Beham.
Bellerophon est le nom du navire britannique sur lequel Napoléon Ier embarqua après Waterloo en se plaçant sous la bienveillance de son plus constant ennemi, le Royaume-Uni. C'est sur ce navire qu'en 1815, il quitta définitivement le territoire français.

### Sources antiques
- Pseudo-Apollodore, Bibliothèque [détail des éditions] [lire en ligne] (II, 3, 2).
- Euripide, Sthénébée et Bellérophon (passim).
- Hésiode, Théogonie [détail des éditions] [lire en ligne] (319-325).
- Homère, Iliade [détail des éditions] [lire en ligne] (VI, 150, 205).
- Hygin, Fables [détail des éditions] [(la) lire en ligne] (57).
- Pindare, Odes [détail des éditions] (lire en ligne) (Olympiques, XIII ; Isthmiques, VII).
- Plutarque, Conduites méritoires de femmes. In Œuvres morales tome IV. Texte établi et traduit par Jacques Boulogne. Les Belles Lettres, 2002.
- Sophocle, Iobatès.
- Histoire d’Héraclée (en grec ancien Περἰ ῾Ηρακλείας) de Nymphis d'Héraclée
- Inscription de Cyzique no 15 dans l’Anthologie palatine (livre III).